# Möllenbeck (Ludwigslust)
Möllenbeck é um município da Alemanha, situado no distrito de Ludwigslust-Parchim, no estado de Mecklemburgo-Pomerânia Ocidental. Tem 19,20 km² de área, e sua população em 2019 foi estimada em 174 habitantes.